# Йо Ун Кон
Йо Ун Кон (4 вересня 1974) — південнокорейський хокеїст на траві.
Срібний призер Олімпійських Ігор 2000 року, учасник 2004, 2008, 2012 років.
Переможець Азійських ігор 2002, 2006 років, срібний призер 1998 року.
Срібний призер Трофею чемпіонів 1999 року, бронзовий призер 2000 року.
Чемпіон Азії 1999 року.